# Sam Wood
Samuel Grosvenor Wood, detto Sam (Filadelfia, 10 luglio 1883 – Los Angeles, 22 settembre 1949), è stato un regista statunitense.

## Biografia
Nato a Filadelfia nel 1883, iniziò a lavorare nel cinema nel 1915, in qualità di assistente alla regia di Cecil B. DeMille. Regista dal 1919, negli anni venti Wood diresse alcune delle più famose star della Paramount Pictures, tra cui Gloria Swanson e Wallace Reid. Nel 1927 passò alla MGM, dirigendo attori del calibro di Marion Davies, Clark Gable e Jimmy Durante.

### Gli anni trenta

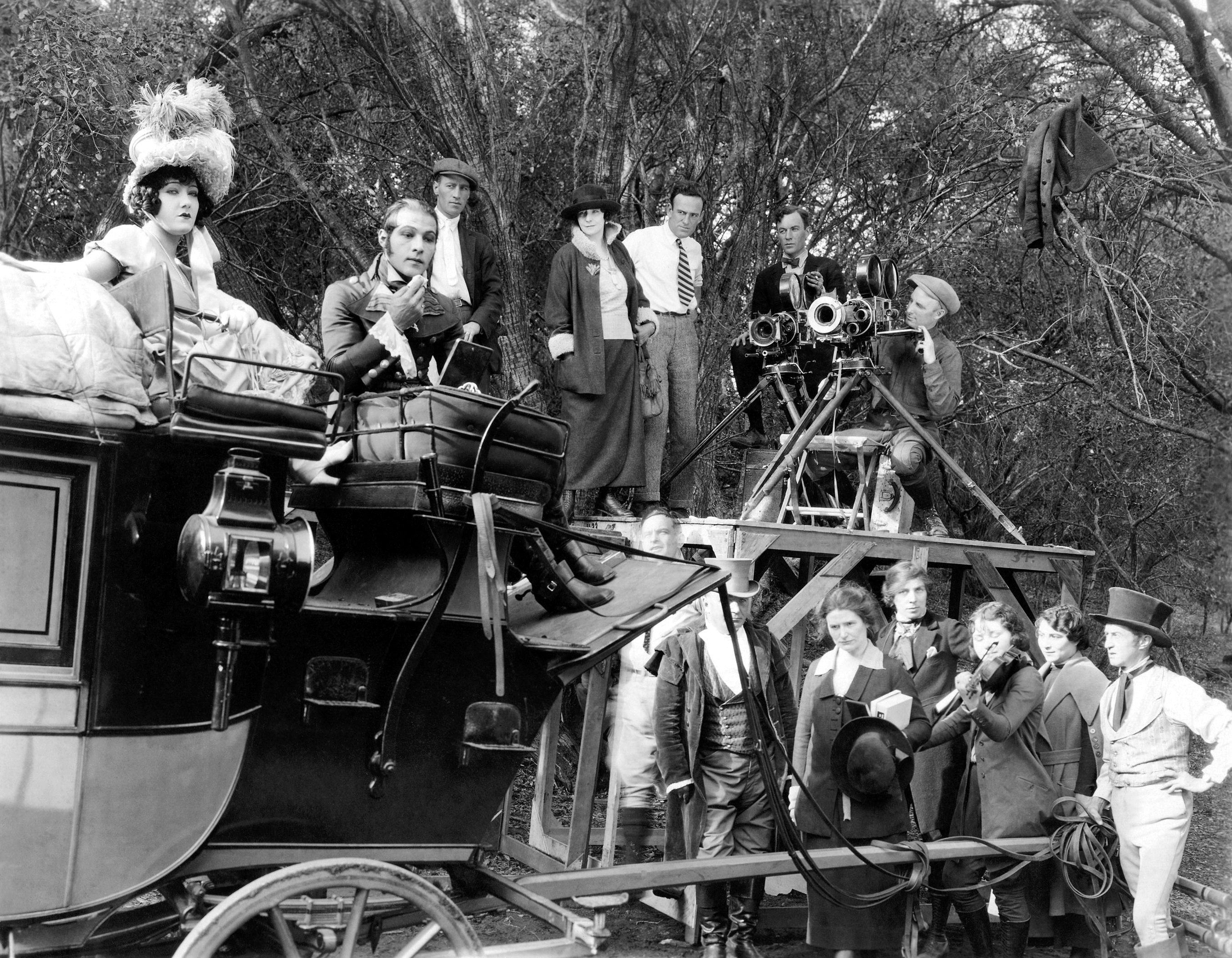
Sam Wood (in piedi in camicia bianca) sul set di L'età di amare con Gloria Swanson e Rodolfo Valentino

Con l'esilarante Una notte all'opera (1935), firmò quello che è considerato il maggiore successo cinematografico dei Fratelli Marx. Senza considerare Via col vento (1939) (che diresse solo in parte e per il quale non fu accreditato), nel 1939 Wood curò la regia di un altro grande successo come Addio, Mr. Chips! che fruttò il premio Oscar al suo protagonista, l'attore Robert Donat. L'anno successivo diresse Kitty Foyle, ragazza innamorata (1940) grazie al quale Ginger Rogers fu premiata con l'Oscar come migliore attrice protagonista.

### Gli ultimi anni
Del 1943 è uno dei film più memorabili di Wood, che diresse la coppia Gary Cooper-Ingrid Bergman in Per chi suona la campana (For Whom the Bell Tolls) (1943), tratto dall'omonimo romanzo di Ernest Hemingway. Wood morì nel 1949, a causa di un attacco di cuore.

## Vita privata
Sua figlia, K. T. Stevens (1919-1994), fu un'attrice cinematografica e televisiva che debuttò nel 1921 in Biricchinate, uno dei film girati da lui.
Wood fece parte della Motion Picture Alliance for the Preservation of American Ideals, di ispirazione anticomunista.

## Filmografia

### Regista
- Quarta velocità (Double Speed) (1920)
- Scusi se le faccio mangiare polvere (Excuse My Dust) (1920)
- The Dancin' Fool (1920)
- Sick Abed (1920)
- Gambalesta (What's Your Hurry?) (1920)
- A City Sparrow (1920)
- Her Beloved Villain (1920)
- Her First Elopement (1920)
- The Snob (1921)
- Biricchinate (Peck's Bad Boy) (1921)
- Sangue di zingara (The Great Moment) (1921)
- La bella Sulamita (Under the Lash) (1921)
- Mezza pagina d'amore (Don't Tell Everything) (1921)
- Un sogno d'amore (Her Husband's Trademark) (1922)
- La gabbia dorata (Her Gilded Cage) (1922)
- L'età di amare (Beyond the Rocks) (1922)
- Una donna impossibile (The Impossible Mrs. Bellew) (1922)
- La mia sposa americana (My American Wife) (1922)
- Jazz-Band (Prodigal Daughters) (1923)
- L'ottava moglie di Barbablù (Bluebeard's Eighth Wife) (1923)
- Satana (His Children's Children) (1923)
- The Next Corner (1924)
- Bluff (1924)
- The Female (1924)
- The Mine with the Iron Door (1924)
- The Re-Creation of Brian Kent (1925)
- Giovinezza (Fascinating Youth) (1926)
- Rugby d'amore (One Minute to Play) (1926)
- Slim sergente (Rookies) (1927)
- A Racing Romeo (1927)
- Giovinezza prepotente (The Fair Co-Ed) (1927)
- La bella vendeuse (The Latest from Paris) (1928)
- La voce del mondo (Telling the World) (1928)
- La regina Kelly (Queen Kelly) (1929) - insieme ad Erich von Stroheim e altri
- Fatemi la corte (So This Is College) (1929)
- La romanza dell'amore (It's a Great Life) (1929)
- Amore e sport (They Learned About Women) (1930)
- Come rubai mia moglie (The Girl Said No) (1930)
- Ombre e luci (The Sins of the Children) (1930)
- Casa di marinaio (Way for a Sailor) (1930)
- Debito d'odio (Paid) (1930)
- A Tailor Made Man (1931)
- The Man in Possession (1931)
- Pericolosa avventura (New Adventures of Get Rich Quick Wallingford) (1931)
- Partita d'amore (Huddle) (1932)
- Prosperity (1932)
- Una notte al Cairo (The Barbarian) (1933)
- L'uomo che voglio (Hold Your Man), co-regia di William K. Howard (1933)
- Christopher Bean (1933)
- Il gatto e il violino (The Cat and the Fiddle) - non accreditato, co-regia di William K. Howard (1934)
- La grande festa (Hollywood Party), co-regia di Roy Rowland, George Stevens e altri (1934)
- Gli amori di una spia (Stamboul Quest) (1934)
- Pura al cento per cento (The Girl from Missouri), co-regia di Jack Conway (1934)
- Facce false (Let 'em Have It) (1935)
- Codice segreto (Rendezvous), co-regia di William K. Howard - non accreditato (1935)
- Una notte all'opera (A Night at the Opera) (1935)
- Le quattro perle (Whipsaw) (1935)
- L'ora misteriosa (The Unguarded Hour) (1936)
- Un giorno alle corse (A Day at the Races) (1937)
- Madame X (1937)
- La vita a vent'anni (Navy Blue and Gold) (1937)
- Lord Jeff (1938)
- Stablemates (1938)
- Addio, Mr. Chips! (Goodbye, Mr. Chips) (1939)
- Via col vento (Gone with the Wind), co-regia di Victor Fleming e George Cukor (1939)
- Raffles (1939)
- La nostra città (Our Town) (1940)
- Gli avventurieri di Santa Marta (Rangers of Fortune) (1940)
- Kitty Foyle, ragazza innamorata (Kitty Foyle: The Natural History of a Woman) (1940)
- Il diavolo si converte (The Devil and Miss Jones) (1941)
- Delitti senza castigo (Kings Row) (1942)
- L'idolo delle folle (The Pride of the Yankees) (1942)
- Per chi suona la campana (For Whom the Bell Tolls) (1942)
- Le tre donne di Casanova (Casanova Brown) (1944)
- Quella che non devi amare (Guest Wife) (1945)
- Saratoga (Saratoga Trunk) (1945)
- Ladra di cuori (Heartbeat) (1946)
- La sfinge del male (Ivy) (1947)
- Suprema decisione (Command Decision) (1948)
- Il ritorno del campione (The Stratton Story) (1949)
- L'imboscata (Ambush) (1950)

### Attore
- The Little American, regia (non accreditati) di Cecil B. DeMille e Joseph Levering (1917)
- Perché cambiate marito? (Don't Change Your Husband), regia di Cecil B. DeMille (1919)